# Anđelko Klobučar
Œuvres principales
- 3 Sonates pour orgue
- 2 Passacailles pour orgue
- 5 Quatuors à cordes
- Passacaille pour orchestre à cordes
- Concerto pour orgue et orchestre
- 2 Concertos pour violon et orchestre à cordes

Anđelko Klobučar, né le 11 juillet 1931 à Zagreb et mort le 7 août 2016 dans la même ville, est un compositeur, organiste et professeur de musique croate. Anđelko est le frère cadet du chef d'orchestre Berislav Klobučar (1924–2014).

## Biographie
Alors que son grand-père est enseignant près de Velika Gorica, son père est avocat, greffier au conseil municipal de Zagreb. C'est lorsque son frère aîné, Berislav se met à la musique, que la maison résonne sans cesse de musique, notamment sur le vieux tourne-disque. Juste avant la guerre, Anđelko apprend le piano au sein d'une école privée. En septembre 1945, il entend Mladena Stahuljaka (1914–1996) – un élève de Günther Ramin à Leipzig – jouer de l'orgue lors d'un concert, dont il garde les registrations colorées.
Anđelko effectue dès 1948, ses études à l'Académie de musique de Zagreb. Élève de l'organiste Fano Lučic, il se forme notamment à l'improvisation. Il obtient son diplôme en 1955. Voulant se diriger vers la composition, il suit aussi les cours de Milo Supra pour l'écriture. Il se perfectionne avec l'organiste Anton Nowakowski à Salzbourg (1959–60) et grâce à une bourse, avec le compositeur André Jolivet à Paris (1965–66). Ces cours particuliers avec le musicien français l'ont particulièrement impressionné. C'est à l'occasion de ce voyage qu'il peut écouter de nombreux organistes : Marcel Dupré, Jean Langlais, Olivier Messiaen ou Pierre Cochereau, ce dernier réputé pour ses improvisations à Notre-Dame.
Après une brève période pendant laquelle il effectue des remplacements de professeurs de musique dans l'enseignement général et sa période militaire, il collabore, à partir de 1958 avec des firmes de cinéma de Zagreb pour les musiques de documentaires, de films ou de dessins animés. Il aime ce travail diversifié, pour de petits ensembles avec des délais courts. C'est une part importante de son œuvre, puisque jusqu'en 1995, il y a en tout 120 titres – dont 55 films documentaires.
En 1963, il travaille comme professeur à l'Académie, où il enseigne la théorie de la musique (solfège) le contrepoint et "les formes et les styles musicaux". Parallèlement, à l'Institut catholique de théologie de Zagreb (qui porte maintenant le nom d'un prêtre musicologue, Albe Vidaković (1914–1964) dont Klobučar fut aussi élève dans les années 1950), il enseigne la fugue, les principes de base des compositions polyphoniques et l'Improvisation. Enfin, il est l'organiste permanent de la Cathédrale de Zagreb entre 1958 et 1996.
En tant qu'organiste, il s'est produit en récitals un peu partout en Croatie, mais aussi en Allemagne, en Autriche, en Hongrie, en Lituanie et en URSS, en Pologne, en Italie, en Angleterre (à l'orgue de Westminster) et en France (où il a tenu l'orgue de la Cathédrale Notre-Dame de Paris). Si son répertoire comprend aussi bien des œuvres de la période baroque que des pièces contemporaines, il défend les compositeurs d'orgue de son pays notamment Bjelinski, Cipra, Šulek, Brkanović, Parać, Ruben Radica, Marko Ruždjak et Lovro Županović, mais a aussi été distingué pour ses interprétations d'Olivier Messiaen.
Entre 1995 et 2000, il participe à des séminaires sur la musique d'orgue moderne à Šibenik et y anime l'École d'orgue d'été.
Depuis 1992, il est membre de l'Académie des sciences et des arts de Croatie, département musique et musicologie.
Parmi les prix qui ont été décernés au compositeur, on peut citer en 1995, le Prix Vladimir Nazor, en 2002 le prix Porin pour sa contribution à la culture musicale de son pays et en 2010 le prix Lovro Matačić.
Parmi ses élèves, on trouve l'organiste et musicologue Mario Perestegi (*1971).

## Œuvres
Le catalogue des œuvres de Anđelko Klobučar est important, notamment la musique pour orgue et la musique de chambre. Son œuvre à caractère spirituel ou liturgique ne l'est pas moins, puisqu'on compte environ 120 opus.
Pour le détail de ses musiques de films, voir l'article en croate.

### Claviers
Piano
- Mala suita pour piano (1952)
- Minijature pour piano (1957)
- Sonatina pour piano (1964)
- Skice pour piano (1969)
- Preludij, arioso i toccata pour piano (1991)

Deux pianos/Quatre mains
- Sonatine pour deux pianos (1979)
- Diptih pour piano à quatre mains (1984)
- Varijacije pour deux pianos (1989)
- pianoski kvartet  (1998)

Orgue
- Passacaglia pour orgue no 1  (1952)
- Triptih pour orgue (1965)
- Sonate pour orgue no 1 (1966)
- Sonate pour orgue no 2 (1968)
- Pièce en mosaïque pour orgue (1969)
- Fantaisie et Toccata pour orgue (1971)
- Pet stavaka pour orgue (1974)
- Freske pour orgue (1974)
- Hommage à Checcini pour orgue (1976)
- Prélude, interlude & postlude pour orgue (1976)
- Epithlam pour orgue (1977)
- Musica festiva pour orgue (1980)
- Sonate pour orgue no 3 (1981)
- Pjesma stvorova pour orgue (1982)
- Koralna fantazija pour orgue (1984)
- Vitrail pour orgue (1987)
- Jubilatio pour orgue (1987)
- Offrende à Marie pour orgue (1988)
- Passacaglia pour orgue no 2  (1988)
- Partita Ad Pavlinos (1989)
- Collage pour orgue (1995)
- Finale pour orgue (1995)
- U čast sv. Dujma, suite pour orgue (1995)
- Božićne minijature pour orgue (1995)
- Cantabile e scherzo pour orgue (1996)
- Prélude pour orgue (1997)
- Rondo pour orgue (1999)
- Tokata i Fuga dédiée à Danijel Drilo (2005) Création à Zagreb le 6 avril 2006 par Danijel Drilo.

### Musique de chambre
Avec Guitare
- Tri stavka pour trio de guitare (1985)
- Sonate pour guitare (1993)
- Passacaglia pour deux guitares et contrebasse (1994)

Harpe
- Diptih pour harpe (1968)
- Studija pour harpe (1971)
- Tri preludija pour harpe (1996)

Clarinette
- Monolog pour clarinette (1979)

Contrebasse
- Monolog pour contrebasse (juillet 1982) Création à Zagreb en Mars 1983 par Frano Kakarigi.

Duos avec vents
- Suita pour hautbois et piano (1958)
- Elegija pour clarinette et piano (1964)
- Pet minijatura pour clarinette et piano (1966)
- Sonate pour clarinette et piano (1968)
- Duo pour flûte et harpe (1968)
- Kontrasti pour clarinette et piano (1969)
- Suita (Cavallin) pour clarinette et piano (1970)
- Largo - Con brio pour clarinette et piano (1972)
- Epizode pour clarinette et piano (1975)
- Sekvence pour clarinette et piano (1976)
- Duo pour basson et violoncelle (1980)
- Sonate pour saxophone alto et piano (1982)
- Duo pour clarinette basse et marimba (1997)

Violon et piano
- Sonate pour violon et piano no 1 (11974)
- Sonate pour violon et piano no 2 (1980)
- Rapsodija pour violon et piano (1991)

Alto et piano
- Sonate pour alto et piano no 1 (1970)
- Sonate pour alto et piano no 2 (1973)

Violoncelle et piano
- Sonate pour violoncelle et piano (1966)
- Diptih pour violoncelle et piano (1966)
- Skica pour violoncelle et piano (1979)

Trios
- Trio avec piano no 1 (1971)
- Trio avec piano no 2 (1973)
- Tri stavka [Trois mouvements] pour flûte, hautbois et clarinette (1975)
- Trio à cordes (1977)

Quatuors
- Kvartet clarinettea (1971)
- Quatuor avec piano (1975)
- Glazba za kvartet  [Musique pour quatuor] pour clarinette, violon, violoncelle et piano (1991)

Quatuors à cordes
- Quatuor à cordes no 1 (1972)
- Quatuor à cordes no 2 (1974)
- Quatuor à cordes no 3 (1989)
- Quatuor à cordes no 4 (1991)
- Quatuor à cordes no 5 (2000)
- Uskrsnu Isus [Jésus est ressuscité], partita sur des airs de la Cithara octochorda pour Quatuor à cordes (1997)

Quintettes
- Quintette à cordes no 1 (1971)
- Quintette à cordes no 2 (1975)
- Quintette à cordes no 3 (1981)
- Quintette pour orgue et quatuor à cordes (1995)

Sextuor
- Tri stavka pour flûte et quintette à cordes (1996)

Avec trompette ou cuivres
- Canzona pour trompette et orgue (1968)
- Sonate pour trompette et orgue (1970)
- Kvartet trombona - Fanfare, Lamento, Alla marcia (1980)
- Diptih pour trompette et orgue (1982)
- Arioso e allegro pour trompette et orgue (1990)
- Trio pour violon, trompette et orgue (1999)
- Stavak pour trompette et Quatuor à cordes (1988)
- Stavak pour ensemble d'harmonie (1993)

Autres
- Suita pour deset puhača (1979)
- Scherzo pour sedam puhača (1992)

### Œuvres avec orchestre
- Passacaglia pour orchestre à cordes (1953)
- Tri stavka pour orchestre à cordes (1954)
- Varijacije pour orchestre (1955)
- Carevo novo ruho Les habits neufs de l'empereur, suite pour orchestre (1960)
- Simfonija pour orchestre (1966)
- Muzika pour cordes (1967)
- Studija pour orchestre (1970)
- Tri ugođaja pour cordes (1973)
- Collage pour cordes (1998)
- Gregorijanski triptih pour orchestre à cordes (1999)

Œuvres concertantes
- Koncert pour orgue et orchestre (1983)
- Concertino pour deux contrebasses et cordes (1983)
- Triptih pour cordes et clavecin (1985)
- Diptih pour trompette et cordes (1986)
- Concertino pour orgue, cordes et timbales (1987)
- Muzika pour orgue et orchestre (1987)
- Koncert pour violon et cordes no 1 (1989)
- Koncert pour violon et cordes no 2 (1992)
- Koncert pour orgue et timbales (1998)

### Œuvres vocales
Mélodies
- U spomenar, cycle de mélodies pour baryton et piano (1959) sur des poèmes de Dubravko Ivančan (1931–1982)
- Crne vode  [Les eaux noires], cycle de mélodies pour soprano et piano (1973) sur des poèmes de Dragutin Tadijanović (1905–2007)
- Zeleni gušter  [Le Lézard vert], cycle de mélodies pour ténor et orchestre de chambre, (1975) sur des poèmes de Josip Novosel.
- Trenutci  [Moments], cycle de mélodies pour mezzo-soprano et piano (1978 ; rev. 1980. pour mezzo-soprano et quatuor à cordes) sur des poèmes de Dobriša Cesarić (1902–1980)
- Lice osame [Le visage de la solitude]  cycle de mélodies pour baryton et piano (1993) sur des poèmes de Ivan Golub (*1930)
- Va selu jednom pour baryton et guitare (1998) sur des poèmes de Ivan Golub
- Tri duhovna stiha  [Trois versets spirituels] pour deux sopranos et trio avec piano (1990 ; rev. 1994 pour deux sopranos et cordes) Textes extraits des Psaumes 71, 86 et 88.
- Molitva pour deux sopranos et cordes (1994)

Avec chœur
- Zborovi a capella
- Madrigali (1955–1968)
- Naša zemlja [Notre Terre]  (1956)
- Ljubav [Amour] (1957)
- Balade Petrice Kerempuha, cantate pour chœur et deux pianos (1960 ; rev. 1969  pour chœur mixte et orchestre) sur des poèmes de Miroslav Krleža (1893–1981)
- Skromna kantata pour chœur mixte et orchestre (1965)
- Aurea bulla 1242  pour baryton, chœur mixte et orchestre (1992)

Messes
- Messe  pour chœur mixte et orgue (1964)
- Messe  pour chœur d'hommes et orgue (1973)
- Svečana Messe  [Messe solennelle] pour chœur et orgue (1984)
- Messe Papale  pour chœur mixte, baryton et orgue/orchestre à cordes (1994) Création le 11 septembre 1994, pour le 900e anniversaire du diocèse de Zagreb et à l'occasion de la venue du Pape Jean-Paul II.
- Staroslavenska Messe  [Messe slave] pour chœur mixte et orgue (1995)
- Messe pour un congrès eucharistique
- Messe pour trois voix

### Arrangements
- Julije Bajamonti, Prijenos sv. Dujma (1970)
- Ivan Šebelić, Messe
- Petar Knežević, Messe v hrvatski jazik
- Fortunat Pintarić, Preludiji i fuge
- Janko Drašković, Plesovi  [Danses], pour trio à cordes
- Minijature  livre d'orgue du monastère de Klanjec

### Discographie
L'Interprète
- Fantaisie et Toccata et autres œuvres pour orgue de Bach (Toccata en ré mineur), Franck (Prélude, Fugue et variations op. 18), Reger (Toccata op. 59) des œuvres de Krsto Odak (Passacaglia) et Milo Cipra (Andante Sostenuto) - Anđelko Klobučar, orgue de la Cathédrale de Zagreb (1974 - LP Jugoton LSY-61170)
- Sonate II et autres œuvres pour orgue de Franjo Dugan (Toccata en sol mineur), Franjo Lučić (Fantaisie en ut mineur), Albe Vidaković (Fantaisie et fugue en fa mineur), Marko Ruždjak (Vitae Arbor), Natko Devčić (Res Sonora), Dubravko Detoni (Grafika I) - Anđelko Klobučar, orgue de la cathérale de Đakovačka (mai 1975 - LP Jugoton LSY-63031)
- Triptychon, Interlude, Sonate I, Quatre Miniatures, Sonate III - Anđelko Klobučar, orgue de la Cathédrale Sainte-Stošija [Anastasie] de Zadar (1982 - LP Jugoton LSY-66160)
- Partita  et autres œuvres pour orgue de Željko Brkanović (Antipendij), Marko Ruždjak (Centone Za Orgulje), Frano Parać (Pastorala) - Anđelko Klobučar, orgue de la Cathédrale de Zagreb (février 1991 - LP Jugoton 6-S 2 03131 3)

Anthologie
- 3 chants spirituels pour deux sopranos et trio avec piano (1990)++, Sonatine pour piano à quatre mains (1979)+, Sonate pour saxophone alto et piano (1982) +++, Musique pour orgue et orchestre (1987)*, Quatuor à cordes n° 3 (1990)°, Concertino pour deux contrebasses et orchestre à cordes (1983)** - Lucija Marinković et Suzana Marinković (sopranos)++, Dragan Sremec (soxophone), Mario Ivelja, Stjepan Pergar (contrebasses)**, Quatuor à cordes de Zagreb° (Goran Bakrač et Goran Končar, violons ; Ante Živković, alto ; Josip Stojanović, violoncelle), Trio de Zagreb (Eleonora Ernoić, violon ; Martina Radović, violoncelle ; Ljerka Pleslić-Bjelinski, piano)++, Emin Armano +, Ljubomir Gašparović +, Mirna Nochta +++ (piano), Anđelko Klobučar (orgue)*, Orchestre Symphonique de la radio de Croatie*/**, Dir. Veseljko Barišić* et Pavle Dešpalj** (enregistrements entre 1985 et 1992 - Cantus "Croatian contemporary composers" 988 984 9074 2)